# Triplophyllum chocoense
Triplophyllum chocoense är en ormbunkeart som beskrevs av Jefferson Prado och R. C. Moran. Triplophyllum chocoense ingår i släktet Triplophyllum och familjen Tectariaceae. Inga underarter finns listade.